# Mulyoagung (Balen)
Mulyoagung is een bestuurslaag in het regentschap Bojonegoro van de provincie Oost-Java, Indonesië. Mulyoagung telt 2396 inwoners (volkstelling 2010).